# Müritz
Die Müritz [ˈmyːʁɪts] (wohl von slawisch „kleines Meer“, vgl. niedersorbisch mórjo, polnisch morze, „Meer“) ist ein See innerhalb der Mecklenburgischen Seenplatte im Landkreis Mecklenburgische Seenplatte, Mecklenburg-Vorpommern. Sie ist der größte See, der vollständig innerhalb Deutschlands liegt. Der Bodensee ist zwar mehr als viermal so groß wie die Müritz, an ihm haben aber auch Österreich und die Schweiz Anteile.
Die gesamte Müritz ist Bestandteil der Bundeswasserstraße Müritz-Elde-Wasserstraße mit der Wasserstraßenklasse I; zuständig ist das Wasserstraßen- und Schifffahrtsamt Elbe.
Im Osten grenzt an den See der Müritz-Nationalpark an, Deutschlands größter terrestrischer Nationalpark.

## Geografie

### Gliederung
Das Müritzbecken kann in mehrere große Buchten gegliedert werden. Gegenüber dem flachen Ostteil des Sees ist die Westseite durch rinnenartige Vertiefungen wie die Röbeler und die Sietower Buchten gegliedert. An der Stadt Waren (Müritz) im Norden des Sees befindet sich die Binnenmüritz mit der tiefsten Stelle des Sees (−31 m), die nur eine schmale Verbindung mit dem Hauptbecken der Müritz aufweist. Im Süden des Sees liegt die Kleine Müritz, von der nach Süden der Müritzarm mit dem Müritzsee an seinem Ende abzweigt. Die Ausdehnung in Nord-Süd-Richtung beträgt etwa 29 km, in Ost-West-Richtung etwa 13 km.
Die Müritz hat ein Einzugsgebiet von etwa 663 km². Die Müritz wird von der Elde von Süden nach Norden durchflossen und hat von der Binnenmüritz über den gut zwei Kilometer langen Reeckkanal (auch Eldenburger Kanal) Verbindung nach Westen zum Kölpinsee. Da sie außerdem nach Osten über den Mirower Kanal, der Bestandteil der Müritz-Havel-Wasserstraße ist, und den Bolter Kanal sowie über Ketten daran anschließender Seen die Havel speist, ist sie künstlich zu einem bifurkierenden Gewässer geworden.

### Entstehung
Die Müritz entstand während der letzten Eiszeit zwischen dem Pommerschen und dem Frankfurter Stadium. Ursprünglich war die gesamte Mecklenburgische Seenplatte ein großer See, der sich infolge der Seespiegelabsenkung in mehrere kleinere miteinander verbundene Seen gliederte.

### Wasserspiegel
Die Wasserspiegelhöhe der Müritz wurde in den vergangenen Jahrhunderten mehrfach vor allem durch menschliche Eingriffe verändert. Lag sie ursprünglich im 12. Jahrhundert noch bei 60,5 Meter über dem Meeresspiegel, so wurde das Gewässer zum Betrieb von Mühlen unter anderem im Verlauf des Eldeabflusses in mehreren positiven wie negativen Schritten bis auf 64,35 Meter im Jahr 1737 aufgestaut. Bereits 1739 wurde der Mühlenstau wieder um 1,51 Meter abgesenkt. Im Zuge zweier Elderegulierungen und zweier weiterer Veränderungen des Mühlenstaus befand sich der Wasserspiegel 1836 mit 62 m ü. NN auf dem heutigen Niveau.

### Nationalpark
1990 wurde der Müritz-Nationalpark als geschütztes Areal mit 322 km² Fläche am Ostufer der Müritz ausgewiesen, der stellenweise eine einzigartige Flora und Fauna aufweist. Zur Landschaftspflege werden hier Fjäll-Rinder und Gotlandschafe eingesetzt. Als Naturschutzgebiete sind die Halbinseln Großer Schwerin und Steinhorn sowie deren Umfeld im Südwesten und das Müritzsteilufer bei Rechlin im Südosten des Sees ausgewiesen. Mit Ausnahme der durch den Nationalpark abgedeckten kleinen Wasserfläche im Osten der Müritz ist die gesamte Müritz Landschaftsschutzgebiet.

### Flora
Die besondere Form der Müritz bewirkt, dass es im Grunde nur ein Ost- und ein Westufer gibt. Die Uferzonen im Westen sind durch Wiesen, kleine Wälder und auf sanften Hügeln geschwungene Felder geprägt. Auf der Ostseite gehört ein Teil des Nationalparks zum Uferbereich. Hier finden sich zumeist Feuchtgebüsche, Bruchwald und Schilfrohrzonen. Weitläufige Kiefernwälder schließen sich an.

### Ortschaften
Die größte Stadt an der Müritz ist Waren (Müritz). Weitere Orte sind (im Uhrzeigersinn) Rechlin, Priborn, Vipperow, Ludorf, Röbel/Müritz, Gotthun, Sietow und Klink.

## Teilgewässer und angrenzende Gewässer

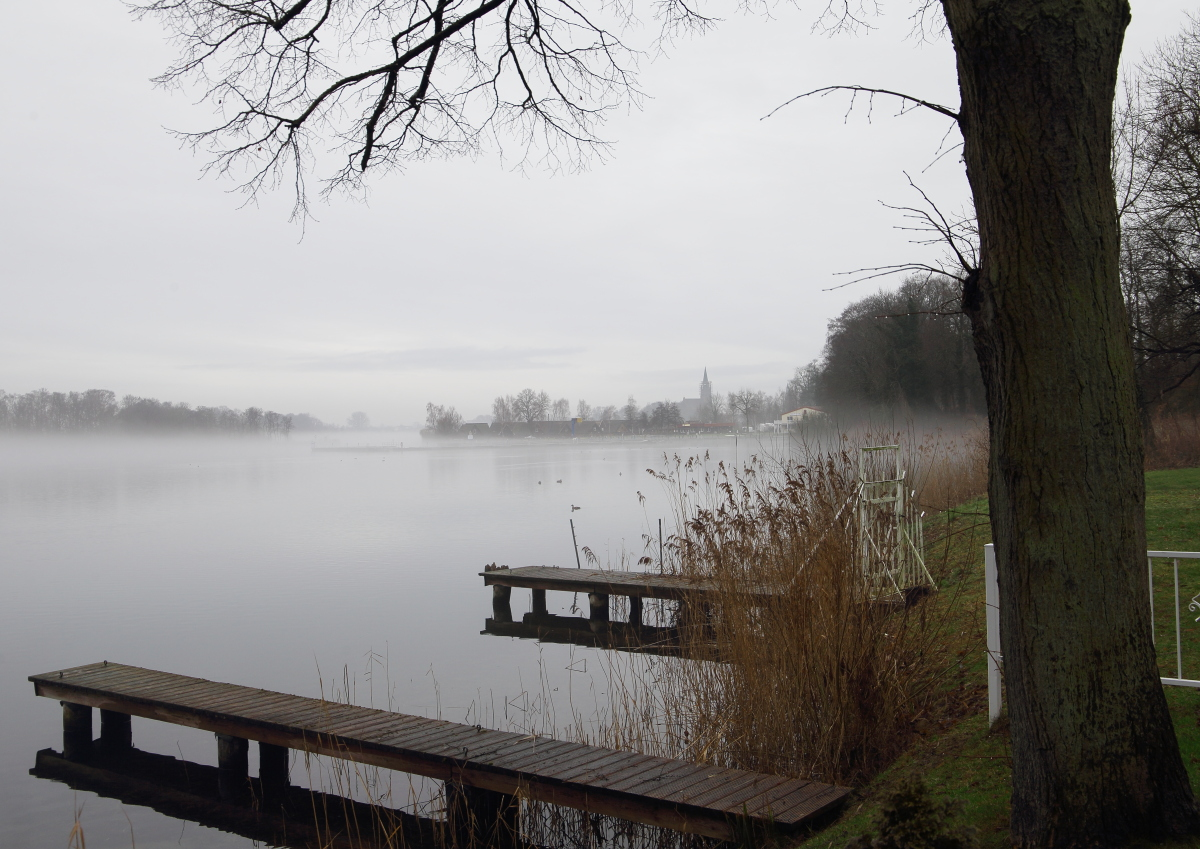
Müritzhals, im Hintergrund die Röbeler Marienkirche

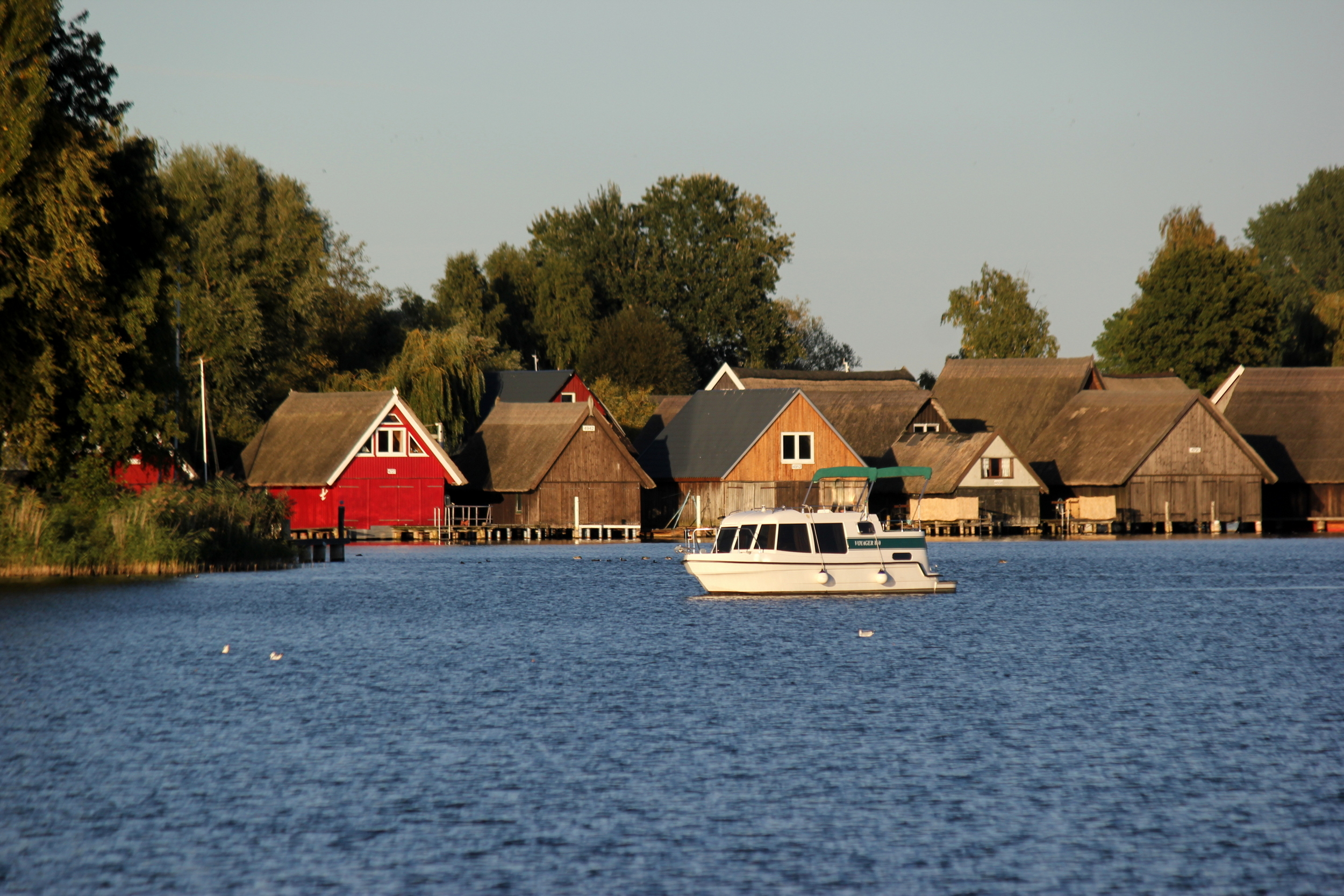
Bootshäuser vor Röbel

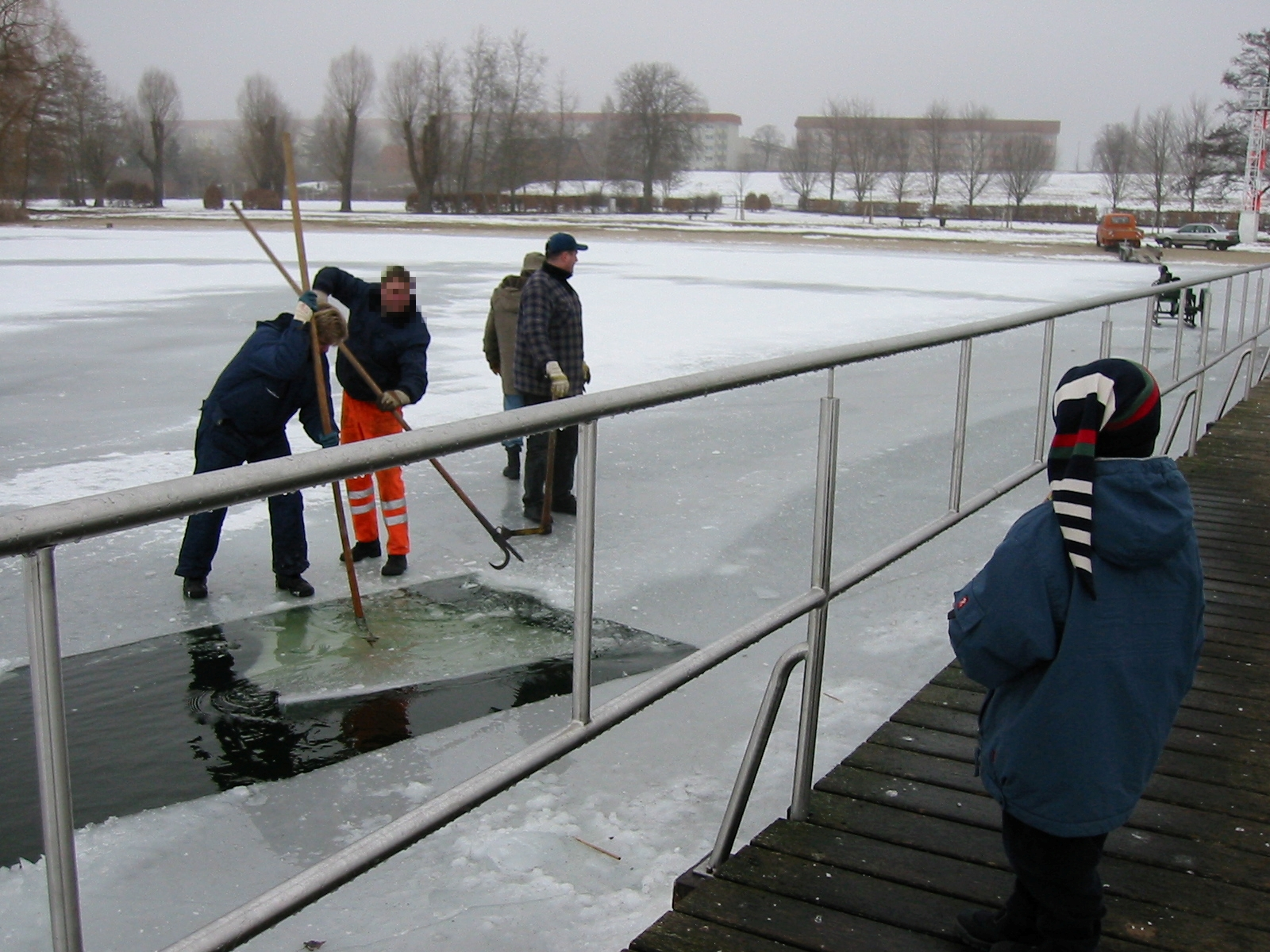
Eis-Beseitigung am Volksbad („Majors Eck“) an der Müritz in Waren, Februar 2003

Der See selbst heißt Müritz und nicht Müritzsee, dies ist lediglich eine historische Bezeichnung. Der eigentliche Müritzsee schließt südlich an den Müritzarm an. Die Müritz hat folgende Teilgewässer bzw. Abschnitte:
- Binnenmüritz, der Nordteil des Sees bei Waren (Müritz),
- Sietower Bucht,
- Röbeler Binnensee und
- Zähnerlank im Westen,
- Kleine Müritz zwischen Rechlin und Vipperow und
- Müritzarm im Süden, ein von der Elde durchflossener sehr schmaler Abschnitt des Sees bei Priborn, südlich von Priborn mündet die Elde in die Müritz ein,
- Müritzsee von der Eldeeinmündung bis Buchholz, wo die Müritz-Elde-Wasserstraße beginnt.

angrenzende Gewässer:
- von der Müritz fließt im Nordwesten die Elde in den Kölpinsee
- im Müritz-Nationalpark im Osten der Müritz: Feisneck, Rederangsee und Specker See
- ebenfalls im Osten die Alte Fahrt zur Havel (über Bolter Kanal, Caarpsee, Woterfitzsee, Leppinsee, Die Mössel, Großer und Kleiner Kotzower See, Granzower Möschen und Mirower See nach Mirow)
- von der Kleinen Müritz zweigt der Mirower Kanal als Neue Fahrt zur Havel nach Mirow ab